# Orangerote Federlibelle

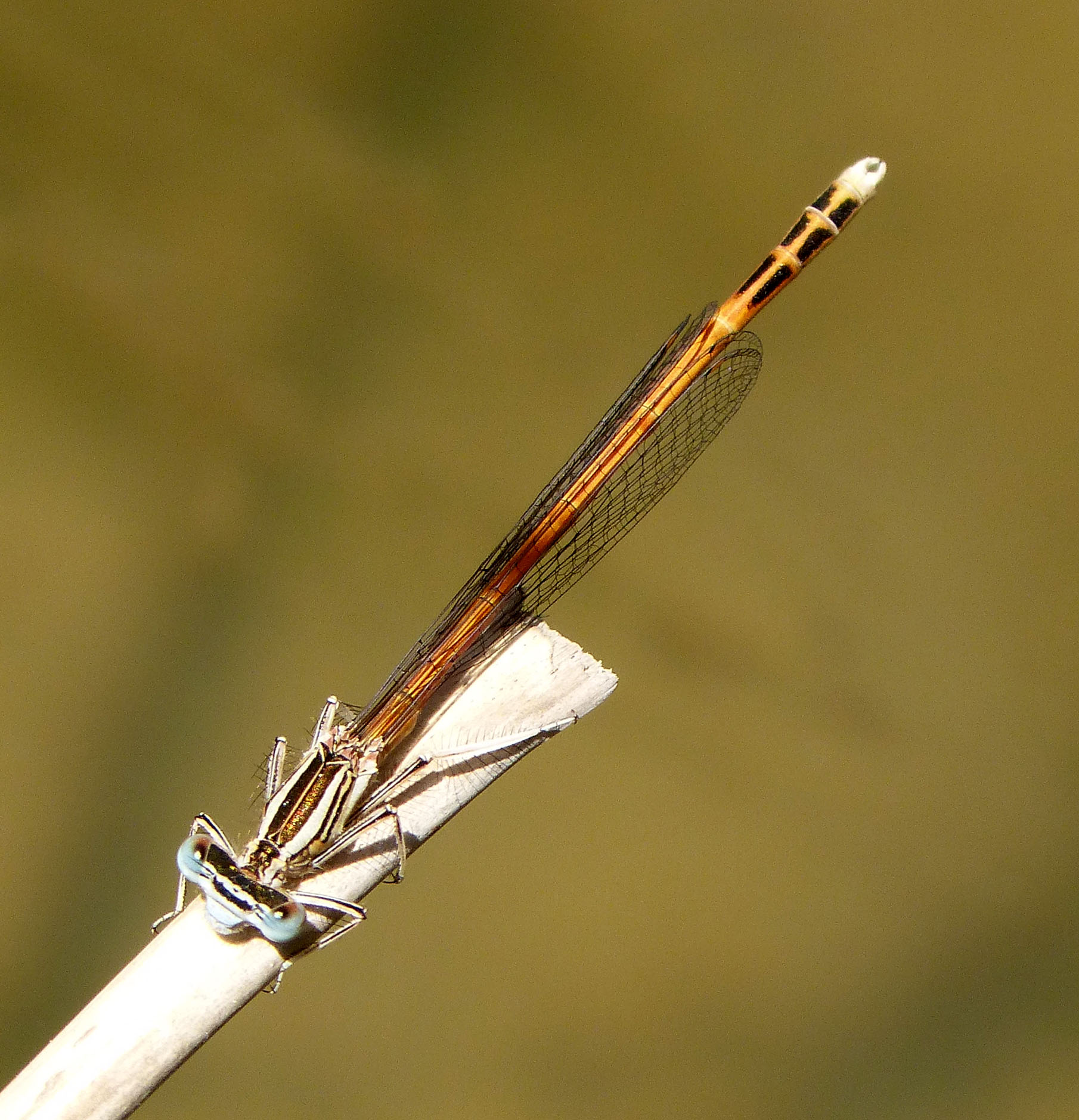
Ein Männchen in dorsaler Ansicht

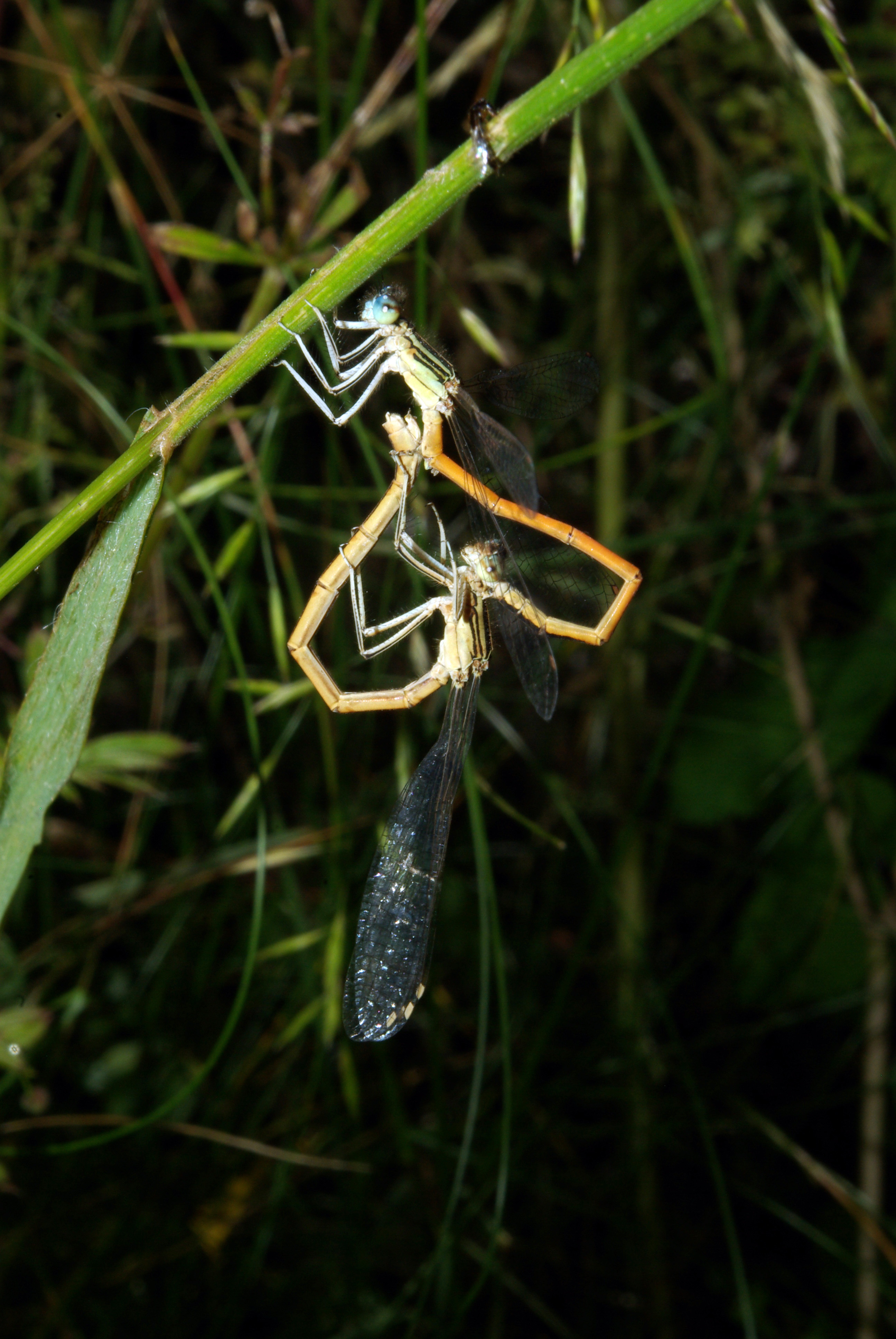
Ein Pärchen der Orangeroten Federlibelle bei der Paarung

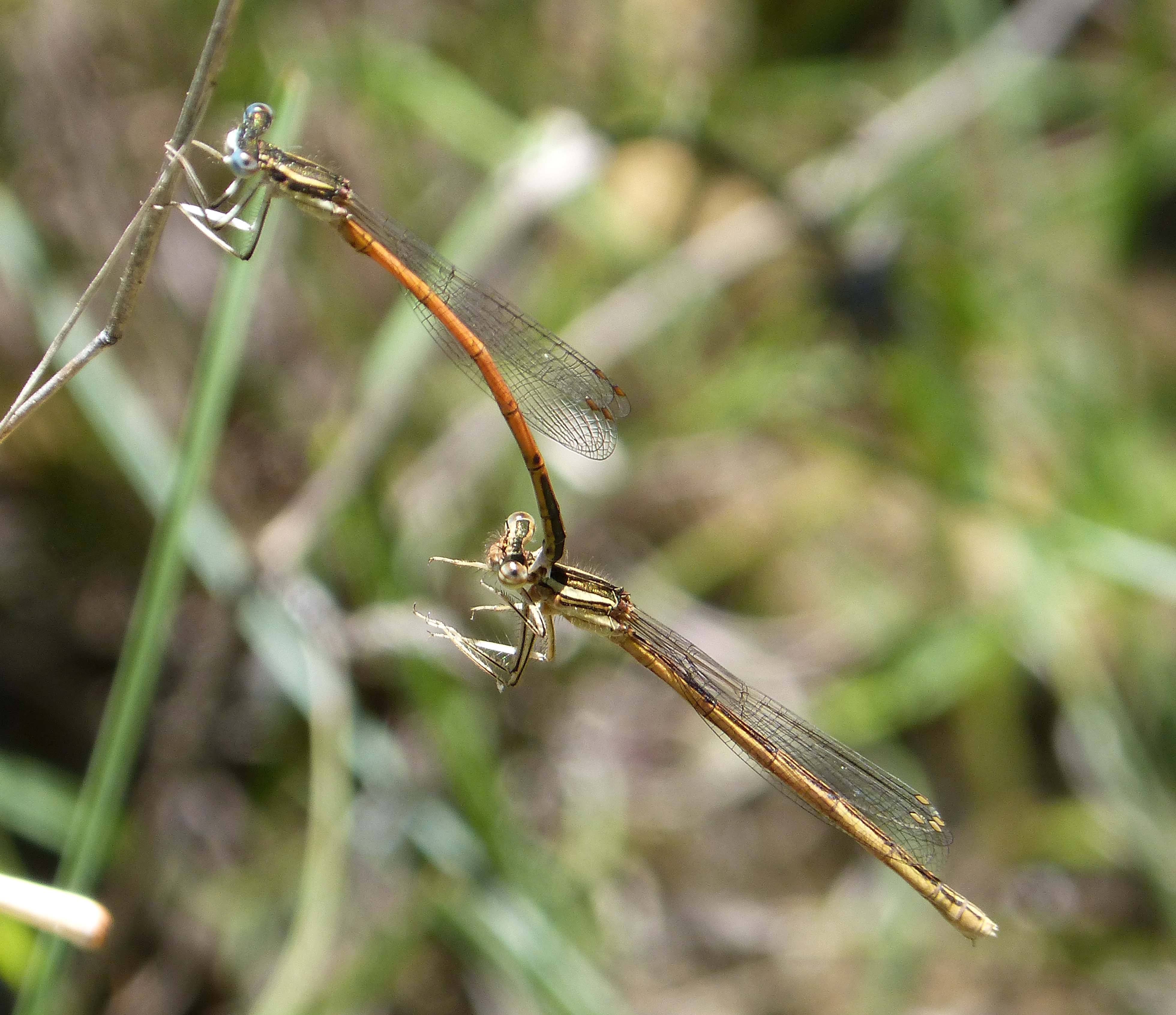
Ein Paar im Tandem

Die Orangerote Federlibelle (Platycnemis acutipennis), auch Rote Federlibelle genannt, ist eine Art der zu den Libellen gehörenden Federlibellen und in Südwesteuropa beheimatet.

## Merkmale
Die Orangerote Federlibelle ist die einzige europäische Kleinlibelle, bei der die Merkmalskombination aus blauen Augen und einem orangeroten Abdomen vorkommt. Der Körper ist orange und schwarz gefärbt, wobei sich auf dem Thorax schwarze Streifen befinden, die Augen sind bei geschlechtsreifen Tieren klar blau. Die Hintertibien sind nur beim Männchen schwach bis moderat verbreitert, wobei sie bei der nahe verwandten Blauen Federlibelle und Weißen Federlibelle breiter sind. Bei diesen Arten haben die Männchen aber auch ein blaues Abdomen. An jeder Flügelspitze befindet sich ein orangefarbener Fleck. Am Hinterleibsende ist eine geteilte schwarze Zeichnung erkennbar.

## Verbreitung und Lebensraum
Das Verbreitungsgebiet reicht von der Iberischen Halbinsel bis nach Frankreich. Hier reicht das Verbreitungsgebiet entlang der Mittelmeerküste bis zu den Seealpen und entlang der atlantischen Küste bis in den Westen der Normandie. Dazwischen verläuft die Verbreitungsgrenze quer durch Mittelfrankreich. Es gibt auch Fundmeldungen aus Deutschland, diese sind jedoch zweifelhaft.
Die Art findet sich in der Nähe von sauberen Gewässern, bis in Höhen von 1150 m. Dabei kommt die Art an stehenden und langsam bis mittelschnell fließenden Gewässern vor, wobei langsam fließende Gewässer im Tiefland bevorzugt werden.

## Lebensweise
Die Imagines finden sich von Mitte Mai bis Ende Juli. Die Eiablage der Art findet wie bei allen Federlibellen im Tandem statt, wobei das Männchen meist oben auf dem Pronotum des Weibchens steht (mate guarding). Die Weibchen legen ihre Eier in Wasserpflanzen ab, die sich auf, über oder unter der Wasseroberfläche befinden.

## Gefährdung
Die Art wird in der Roten Liste gefährdeter Arten der IUCN als nicht gefährdet (least concern) mit einer stabilen Population gelistet.

## Taxonomie
Synonyme der Art lauten Platycnemis algira Kolbe, 1885 und Platycnemis diversa Rambur, 1842.